# Mindre grönbulbyl
Mindre grönbulbyl (Eurillas virens) är en fågel i familjen bulbyler inom ordningen tättingar.

## Utseende och läte
Mindre grönbulbyl är som namnet avslöjar en relativt liten bulbyl med till och med för grönbulbyler en ovanligt enfärgad fjäderdräkt. På stjärten syns en rostaktig ton. Arten skiljer sig från andra grönbulbyler även genom avsaknad av ögonring. Sången är också distinkt, inledd med några tvekande toner med avslutad med en explosiv och bubblande serie. 

## Utbredning och systematik
Mindre grönbulbyl delas upp i fyra underarter med följande utbredning:
- E. v. erythroptera – låglänta områden från Gambia till södra Nigeria
- E. v. virens – Kamerun till Gabon, Angola, södra Sydsudan, Uganda och synvästra Kenya samt ön Bioko i Guineabukten
- E. v. zombensis – sydöstra Demokratiska republiken Kongo och norra Zambia till östra Kenya, Tanzania, Malawi och Moçambique samt Mafiaön
- E. v. zanzibaricus – Zanzibar

Vissa urskiljer även underarten amadoni med utbredning på Bioko.

## Levnadssätt
Mindre grönbulbyl hittas i undervegetation och lägre skikt i skog, buskmarker och igenväxta jordbruksområden. Den är ofta vanligt förekommande men kan vara svår att få syn på.

## Status
Arten har ett stort utbredningsområde och beståndet anses stabilt. Internationella naturvårdsunionen IUCN listar den därför som livskraftig (LC).